# V-League 2014-2015 (maschile)
La V-League 2014-2015, 11ª edizione della massima serie del campionato sudcoreano di pallavolo maschile, si è svolta dal 18 ottobre 2014 al 1º aprile 2015: al torneo hanno partecipato 7 squadre di club sudcoreane e la vittoria finale è andata per prima volta all'OK Rush & Cash.

## Regolamento

### Formula
Le squadre hanno disputato un girone all'italiana, composta da sei round, scontrandosi con ciascun'avversaria per tre volte in casa e per tre volte fuori casa, per un totale di trentasei giornate; al termine della regular season:
- La prima classificata ha avuto accesso diretto alla finale dei play-off scudetto, giocata al meglio delle cinque gare;
- La seconda classificata ha avuto accesso diretto alla semifinale dei play-off scudetto, giocata al meglio delle tre gare.

### Criteri di classifica
Se il risultato finale è stato di 3-0 o 3-1 sono stati assegnati 3 punti alla squadra vincente e 0 a quella sconfitta, se il risultato finale è stato di 3-2 sono stati assegnati 2 punti alla squadra vincente e 1 a quella sconfitta.
L'ordine del posizionamento in classifica è stato definito in base a:
- Punti;
- Numero di partite vinte;
- Ratio dei set vinti/persi;
- Ratio dei punti realizzati/subiti.

## Squadre partecipanti
Alla V-League 2014-2015 partecipano sette club, tra cui il Rush & Cash Vespid con la nuova denominazione OK Rush & Cash.
| Club               | Stagione | Città   | Impianto                     | Stagione precedente       |
| ------------------ | -------- | ------- | ---------------------------- | ------------------------- |
| Hyundai Skywalkers | dettagli | Cheonan | Ryu Gwansun Gymnasium        | 2ª in V-League            |
| KEPCO Vixtorm      | dettagli | Suwon   | Suwon Gymnasium              | 4ª in V-League            |
| Korean Air Jumbos  | dettagli | Incheon | Gyeyang Gymnasium            | 3ª in V-League            |
| LIG Greaters       | dettagli | Gumi    | Park Chung-hee Gymnasium     | 5ª in V-League            |
| OK Rush & Cash     | dettagli | Ansan   | Sangnoksu Gymnasium          | 6ª in V-League            |
| Samsung Bluefangs  | dettagli | Daejeon | Chungmu Gymnasium            | Campione di Corea del Sud |
| Woori Card Hansae  | dettagli | Seul    | Yi Sun-sin Icerink Gymnasium | 7ª in V-League            |

## Torneo

### Regular season

#### Risultati
| Primo round |                                        |     |                                   |
|             |                                        |     |                                   |
| 18-10       | Samsung Bluefangs - Hyundai Skywalkers | 3-1 | 19-25, 25-22, 25-15, 25-19        |
| 19-10       | Woori Card Hansae - Korean Air Jumbos  | 1-3 | 21-25, 22-25, 25-18, 21-25        |
| 20-10       | LIG Greaters - KEPCO Vixtorm           | 1-3 | 25-22, 16-25, 18-25, 20-25        |
| 21-10       | OK Rush & Cash - Samsung Bluefangs     | 3-1 | 25-23, 25-18, 26-28, 25-19        |
| 22-10       | Hyundai Skywalkers - Woori Card Hansae | 3-0 | 25-23, 25-22, 25-17               |
| 23-10       | KEPCO Vixtorm - Korean Air Jumbos      | 0-3 | 24-26, 26-28, 23-25               |
| 25-10       | LIG Greaters - Woori Card Hansae       | 3-2 | 22-25, 18-25, 25-19, 25-20, 15-7  |
| 26-10       | Hyundai Skywalkers - Korean Air Jumbos | 2-3 | 25-20, 18-25, 25-20, 18-25, 13-15 |
| 27-10       | Samsung Bluefangs - Woori Card Hansae  | 3-0 | 25-19, 25-10, 25-18               |
| 28-10       | Korean Air Jumbos - OK Rush & Cash     | 2-3 | 18-25, 18-25, 25-21, 25-23, 12-15 |
| 29-10       | Hyundai Skywalkers - LIG Greaters      | 3-1 | 25-21, 20-25, 25-19, 25-18        |
| 30-10       | Woori Card Hansae - KEPCO Vixtorm      | 2-3 | 26-24, 16-25, 21-25, 25-23, 17-19 |
| 01-11       | LIG Greaters - OK Rush & Cash          | 0-3 | 22-25, 23-25, 17-25               |
| 02-11       | KEPCO Vixtorm - Samsung Bluefangs      | 3-2 | 23-25, 27-25, 23-25, 25-20, 15-8  |
| 03-11       | Korean Air Jumbos - LIG Greaters       | 3-1 | 23-25, 25-22, 25-23, 33-31        |
| 04-11       | KEPCO Vixtorm - Hyundai Skywalkers     | 3-0 | 25-19, 25-18, 25-19               |
| 05-11       | Woori Card Hansae - OK Rush & Cash     | 3-2 | 22-25, 26-24, 25-16, 17-25, 15-12 |
| 06-11       | LIG Greaters - Samsung Bluefangs       | 2-3 | 25-23, 27-29, 22-25, 28-26, 16-18 |
| 08-11       | OK Rush & Cash - KEPCO Vixtorm         | 3-2 | 19-25, 21-25, 25-23, 25-21, 15-12 |
| 09-11       | Samsung Bluefangs - Korean Air Jumbos  | 3-0 | 28-26, 25-19, 25-14               |
| 10-11       | OK Rush & Cash - Hyundai Skywalkers    | 3-1 | 25-19, 25-21, 17-25, 25-19        |

| Secondo round |                                        |     |                                   |
|               |                                        |     |                                   |
| 11-11         | Samsung Bluefangs - KEPCO Vixtorm      | 3-1 | 22-25, 25-18, 25-22, 25-18        |
| 12-11         | Woori Card Hansae - Hyundai Skywalkers | 1-3 | 25-21, 14-25, 20-25, 23-25        |
| 13-11         | OK Rush & Cash - Korean Air Jumbos     | 3-2 | 21-25, 25-21, 25-17, 22-25, 15-10 |
| 15-11         | Woori Card Hansae - LIG Greaters       | 1-3 | 25-23, 22-25, 19-25, 16-25        |
| 16-11         | Hyundai Skywalkers - Samsung Bluefangs | 0-3 | 21-25, 13-25, 19-25               |
| 17-11         | OK Rush & Cash - Woori Card Hansae     | 3-0 | 25-22, 33-31, 25-19               |
| 18-11         | LIG Greaters - Korean Air Jumbos       | 3-1 | 25-20, 25-23, 20-25, 26-24        |
| 19-11         | Hyundai Skywalkers - KEPCO Vixtorm     | 0-3 | 19-25, 18-25, 21-25               |
| 20-11         | Samsung Bluefangs - OK Rush & Cash     | 3-0 | 28-26, 25-23, 25-23               |
| 22-11         | OK Rush & Cash - LIG Greaters          | 3-0 | 25-19, 25-21, 25-17               |
| 23-11         | Korean Air Jumbos - Hyundai Skywalkers | 3-1 | 23-25, 25-20, 25-21, 25-21        |
| 24-11         | KEPCO Vixtorm - Woori Card Hansae      | 3-0 | 25-21, 25-17, 25-19               |
| 25-11         | Samsung Bluefangs - LIG Greaters       | 3-1 | 25-19, 20-25, 29-27, 25-22        |
| 26-11         | Korean Air Jumbos - KEPCO Vixtorm      | 3-0 | 25-21, 25-23, 25-18               |
| 27-11         | Hyundai Skywalkers - OK Rush & Cash    | 3-0 | 26-24, 25-17, 33-31               |
| 29-11         | Korean Air Jumbos - Woori Card Hansae  | 3-0 | 25-20, 25-22, 26-24               |
| 30-11         | KEPCO Vixtorm - LIG Greaters           | 0-3 | 27-29, 19-25, 22-25               |
| 01-12         | Korean Air Jumbos - Samsung Bluefangs  | 1-3 | 27-25, 25-27, 21-25, 19-25        |
| 02-12         | LIG Greaters - Hyundai Skywalkers      | 0-3 | 20-25, 24-26, 12-25               |
| 03-12         | KEPCO Vixtorm - OK Rush & Cash         | 3-2 | 19-25, 25-17, 22-25, 35-33, 16-14 |
| 04-12         | Woori Card Hansae - Samsung Bluefangs  | 2-3 | 25-19, 17-25, 27-25, 23-25, 7-15  |

| Terzo round |                                        |     |                                   |
|             |                                        |     |                                   |
| 06-12       | Hyundai Skywalkers - OK Rush & Cash    | 3-1 | 16-25, 25-22, 25-23, 25-21        |
| 07-12       | Korean Air Jumbos - Samsung Bluefangs  | 3-1 | 32-30, 25-21, 22-25, 25-22        |
| 08-12       | Hyundai Skywalkers - KEPCO Vixtorm     | 2-3 | 21-25, 25-22, 25-18, 20-25, 13-15 |
| 09-12       | LIG Greaters - Samsung Bluefangs       | 2-3 | 18-25, 25-20, 21-25, 25-23, 12-15 |
| 10-12       | OK Rush & Cash - Korean Air Jumbos     | 3-2 | 22-25, 25-20, 23-25, 25-18, 15-11 |
| 11-12       | Woori Card Hansae - Hyundai Skywalkers | 0-3 | 23-25, 18-25, 22-25               |
| 13-12       | Woori Card Hansae - KEPCO Vixtorm      | 1-3 | 21-25, 25-22, 25-27, 19-25        |
| 14-12       | LIG Greaters - Korean Air Jumbos       | 1-3 | 27-29, 25-20, 25-27, 25-27        |
| 15-12       | Samsung Bluefangs - OK Rush & Cash     | 2-3 | 20-25, 20-25, 25-20, 25-18, 9-15  |
| 16-12       | Woori Card Hansae - LIG Greaters       | 2-3 | 20-25, 26-24, 35-33, 23-25, 11-15 |
| 17-12       | Korean Air Jumbos - Hyundai Skywalkers | 1-3 | 25-27, 25-27, 25-21, 19-25        |
| 18-12       | OK Rush & Cash - KEPCO Vixtorm         | 3-1 | 22-25, 25-22, 25-21, 25-20        |
| 20-12       | OK Rush & Cash - Woori Card Hansae     | 3-2 | 16-25, 23-25, 25-14, 25-20, 15-10 |
| 21-12       | Hyundai Skywalkers - LIG Greaters      | 2-3 | 32-34, 25-21, 26-24, 17-25, 14-16 |
| 22-12       | KEPCO Vixtorm - Samsung Bluefangs      | 0-3 | 22-25, 20-25, 17-25               |
| 23-12       | Korean Air Jumbos - Woori Card Hansae  | 1-3 | 22-25, 25-17, 16-25, 30-32        |
| 24-12       | LIG Greaters - OK Rush & Cash          | 0-3 | 20-25, 21-25, 20-25               |
| 25-12       | Samsung Bluefangs - Hyundai Skywalkers | 3-0 | 25-22, 25-22, 25-22               |
| 27-12       | KEPCO Vixtorm - Korean Air Jumbos      | 2-3 | 22-25, 25-22, 25-23, 20-25, 9-15  |
| 28-12       | Samsung Bluefangs - Woori Card Hansae  | 3-1 | 25-23, 22-25, 25-15, 25-18        |
| 29-12       | KEPCO Vixtorm - LIG Greaters           | 3-0 | 25-19, 25-18, 25-23               |

| Quarto round |                                        |     |                                   |
|              |                                        |     |                                   |
| 30-12        | OK Rush & Cash - Samsung Bluefangs     | 1-3 | 25-19, 21-25, 13-25, 24-26        |
| 31-12        | LIG Greaters - Woori Card Hansae       | 3-0 | 25-16, 25-18, 25-20               |
| 01-01        | Hyundai Skywalkers - Korean Air Jumbos | 0-3 | 25-27, 18-25, 22-25               |
| 03-01        | Woori Card Hansae - Samsung Bluefangs  | 1-3 | 25-22, 20-25, 23-25, 21-25        |
| 04-01        | OK Rush & Cash - Hyundai Skywalkers    | 3-2 | 25-17, 23-25, 21-25, 25-18, 16-14 |
| 05-01        | Korean Air Jumbos - LIG Greaters       | 3-1 | 25-19, 23-25, 25-19, 25-19        |
| 06-01        | Hyundai Skywalkers - Woori Card Hansae | 3-0 | 25-17, 25-18, 25-21               |
| 07-01        | Samsung Bluefangs - KEPCO Vixtorm      | 3-1 | 25-21, 25-20, 18-25, 25-22        |
| 08-01        | OK Rush & Cash - LIG Greaters          | 3-1 | 25-21, 18-25, 25-23, 27-25        |
| 10-01        | KEPCO Vixtorm - OK Rush & Cash         | 1-3 | 21-25, 23-25, 25-23, 19-25        |
| 11-01        | Samsung Bluefangs - Korean Air Jumbos  | 3-0 | 25-16, 25-22, 25-18               |
| 12-01        | LIG Greaters - KEPCO Vixtorm           | 1-3 | 25-19, 20-25, 19-25, 22-25        |
| 13-01        | Korean Air Jumbos - OK Rush & Cash     | 0-3 | 22-25, 21-25, 23-25               |
| 14-01        | Hyundai Skywalkers - Samsung Bluefangs | 3-1 | 25-22, 21-25, 25-23, 30-28        |
| 15-01        | KEPCO Vixtorm - Woori Card Hansae      | 3-2 | 25-14, 23-25, 25-23, 20-25, 15-11 |
| 17-01        | LIG Greaters - Hyundai Skywalkers      | 3-2 | 18-25, 26-24, 22-25, 25-21, 17-15 |
| 18-01        | Korean Air Jumbos - KEPCO Vixtorm      | 0-3 | 23-25, 21-25, 21-25               |
| 19-01        | Woori Card Hansae - OK Rush & Cash     | 0-3 | 20-25, 19-25, 14-25               |
| 20-01        | Samsung Bluefangs - LIG Greaters       | 3-1 | 19-25, 29-27, 25-23, 25-22        |
| 21-01        | KEPCO Vixtorm - Hyundai Skywalkers     | 3-1 | 22-25, 25-22, 25-22, 25-21        |
| 22-01        | Woori Card Hansae - Korean Air Jumbos  | 1-3 | 19-25, 24-26, 25-17, 21-25        |

| Quinto round |                                        |     |                                   |
|              |                                        |     |                                   |
| 28-01        | LIG Greaters - Hyundai Skywalkers      | 2-3 | 25-23, 23-25, 25-21, 20-25, 7-15  |
| 29-01        | Woori Card Hansae - OK Rush & Cash     | 1-3 | 20-25, 22-25, 25-23, 14-25        |
| 31-01        | Korean Air Jumbos - LIG Greaters       | 3-1 | 29-27, 25-23, 21-25, 25-23        |
| 01-02        | KEPCO Vixtorm - Samsung Bluefangs      | 3-2 | 25-22, 19-25, 19-25, 27-25, 15-9  |
| 02-02        | OK Rush & Cash - Hyundai Skywalkers    | 3-1 | 25-23, 19-25, 25-20, 25-23        |
| 03-02        | LIG Greaters - Samsung Bluefangs       | 2-3 | 20-25, 25-22, 26-28, 25-17, 12-15 |
| 04-02        | KEPCO Vixtorm - Woori Card Hansae      | 3-0 | 25-18, 25-18, 25-22               |
| 05-02        | OK Rush & Cash - Korean Air Jumbos     | 3-1 | 22-25, 26-24, 25-22, 25-23        |
| 07-02        | Woori Card Hansae - Samsung Bluefangs  | 0-3 | 24-26, 20-25, 21-25               |
| 08-02        | Hyundai Skywalkers - Korean Air Jumbos | 3-0 | 25-19, 25-21, 25-19               |
| 09-02        | KEPCO Vixtorm - LIG Greaters           | 3-1 | 21-25, 25-19, 25-20, 25-22        |
| 10-02        | Samsung Bluefangs - OK Rush & Cash     | 3-0 | 25-19, 25-18, 25-22               |
| 11-02        | Hyundai Skywalkers - Woori Card Hansae | 3-1 | 25-27, 25-15, 25-21, 25-20        |
| 12-02        | Korean Air Jumbos - KEPCO Vixtorm      | 1-3 | 22-25, 17-25, 26-24, 21-25        |
| 14-02        | OK Rush & Cash - KEPCO Vixtorm         | 0-3 | 15-25, 22-25, 21-25               |
| 15-02        | Woori Card Hansae - LIG Greaters       | 0-3 | 22-25, 21-25, 16-25               |
| 16-02        | Samsung Bluefangs - Korean Air Jumbos  | 3-0 | 25-17, 25-19, 25-18               |
| 17-02        | Hyundai Skywalkers - KEPCO Vixtorm     | 3-1 | 25-23, 25-18, 25-27, 25-16        |
| 18-02        | LIG Greaters - OK Rush & Cash          | 3-2 | 25-23, 25-20, 20-25, 25-27, 15-12 |
| 19-02        | Korean Air Jumbos - Woori Card Hansae  | 1-3 | 25-27, 22-25, 25-19, 22-25        |
| 20-02        | Samsung Bluefangs - Hyundai Skywalkers | 3-0 | 25-21, 27-25, 25-19               |

| Sesto round |                                        |     |                                   |
|             |                                        |     |                                   |
| 21-02       | LIG Greaters - KEPCO Vixtorm           | 1-3 | 30-32, 19-25, 25-23, 22-25        |
| 22-02       | OK Rush & Cash - Woori Card Hansae     | 3-0 | 25-19, 25-18, 25-17               |
| 23-02       | LIG Greaters - Korean Air Jumbos       | 1-3 | 19-25, 16-25, 25-22, 23-25        |
| 24-02       | Samsung Bluefangs - Woori Card Hansae  | 3-0 | 25-20, 25-23, 25-20               |
| 25-02       | Hyundai Skywalkers - OK Rush & Cash    | 0-3 | 17-25, 17-25, 20-25               |
| 26-02       | KEPCO Vixtorm - Korean Air Jumbos      | 3-1 | 25-14, 25-20, 22-25, 25-22        |
| 28-02       | Hyundai Skywalkers - Samsung Bluefangs | 2-3 | 25-23, 23-25, 25-20, 24-26, 9-15  |
| 01-03       | Woori Card Hansae - Korean Air Jumbos  | 1-3 | 22-25, 22-25, 25-23, 22-25        |
| 02-03       | KEPCO Vixtorm - Hyundai Skywalkers     | 3-2 | 23-25, 23-25, 27-25, 25-21, 15-13 |
| 03-03       | Korean Air Jumbos - Samsung Bluefangs  | 0-3 | 20-25, 26-28, 21-25               |
| 04-03       | OK Rush & Cash - LIG Greaters          | 3-0 | 25-22, 25-18, 25-21               |
| 05-03       | Woori Card Hansae - Hyundai Skywalkers | 1-3 | 18-25, 34-32, 23-25, 20-25        |
| 07-03       | KEPCO Vixtorm - OK Rush & Cash         | 0-3 | 20-25, 20-25, 27-29               |
| 08-03       | Samsung Bluefangs - LIG Greaters       | 1-3 | 25-21, 20-25, 23-25, 17-25        |
| 09-03       | Korean Air Jumbos - OK Rush & Cash     | 3-1 | 20-25, 25-23, 25-20, 25-19        |
| 10-03       | Woori Card Hansae - KEPCO Vixtorm      | 0-3 | 20-25, 20-25, 22-25               |
| 11-03       | Hyundai Skywalkers - LIG Greaters      | 2-3 | 22-25, 26-28, 25-20, 25-21, 11-15 |
| 12-03       | OK Rush & Cash - Samsung Bluefangs     | 0-3 | 18-25, 19-25, 22-25               |
| 14-03       | Korean Air Jumbos - Hyundai Skywalkers | 3-0 | 25-21, 25-21, 25-20               |
| 15-03       | LIG Greaters - Woori Card Hansae       | 3-2 | 25-20, 20-25, 16-25, 25-20, 17-15 |
| 16-03       | Samsung Bluefangs - KEPCO Vixtorm      | 3-2 | 18-25, 25-23, 22-25, 25-16, 15-7  |

#### Classifica
| Pos. | Squadra            | Pt | G  | V  | P  | SV | SP  | Ratio | PF    | PS    | Ratio |
| ---- | ------------------ | -- | -- | -- | -- | -- | --- | ----- | ----- | ----- | ----- |
| 1.   | Samsung Bluefangs  | 84 | 36 | 29 | 7  | 97 | 42  | 2,310 | 3 270 | 2 982 | 1,097 |
| 2.   | OK Rush & Cash     | 71 | 36 | 25 | 11 | 84 | 55  | 1,527 | 3 188 | 3 008 | 1,060 |
| 3.   | KEPCO Vixtorm      | 65 | 36 | 23 | 13 | 80 | 61  | 1,311 | 3 224 | 3 099 | 1,040 |
| 4.   | Korean Air Jumbos  | 55 | 36 | 18 | 18 | 68 | 69  | 0,986 | 3 129 | 3 180 | 0,984 |
| 5.   | Hyundai Skywalkers | 52 | 36 | 15 | 21 | 66 | 73  | 0,904 | 3 121 | 3 136 | 0,995 |
| 6.   | LIG Greaters       | 36 | 36 | 13 | 23 | 60 | 86  | 0,698 | 3 260 | 3 375 | 0,966 |
| 7.   | Woori Card Hansae  | 15 | 36 | 3  | 33 | 34 | 103 | 0,330 | 2 855 | 3 267 | 0,874 |

      Ammessa in finale play-off.
      Ammessa in semifinale play-off.

### Play-off scudetto
|  | Semifinali | Semifinali     | Semifinali | Semifinali     | Semifinali |   |   | Finale | Finale            | Finale | Finale | Finale | Finale | Finale |  |
|  |            |                |            |                |            |   |   |        |                   |        |        |        |        |        |  |
|  |            |                |            |                |            |   |   | 1      | Samsung Bluefangs | 0      | 0      | 1      |        |        |  |
|  |            |                |            |                |            |   |   | 1      | Samsung Bluefangs | 0      | 0      | 1      |        |        |  |
|  |            |                | 2          | OK Rush & Cash | 3          | 3 | 3 |        |                   |        |        |        |        |        |  |
|  | 2          | OK Rush & Cash | 2          | OK Rush & Cash | 3          | 3 | 3 | 3      | 3                 |        |        |        |        |        |  |
|  | 2          | OK Rush & Cash |            |                |            |   |   |        |                   |        |        |        |        |        |  |
|  | 3          | KEPCO Vixtorm  | 2          | 2              |            |   |   |        |                   |        |        |        |        |        |  |

#### Semifinale
| Gara 1 |                                |     |                                  |
|        |                                |     |                                  |
| 21-03  | OK Rush & Cash - KEPCO Vixtorm | 3-2 | 41-39, 18-25, 25-16, 17-25, 15-8 |

| Gara 2 |                                |     |                                   |
|        |                                |     |                                   |
| 23-03  | KEPCO Vixtorm - OK Rush & Cash | 2-3 | 25-22, 23-25, 23-25, 25-18, 11-15 |

#### Finale
| Gara 1 |                                    |     |                     |
|        |                                    |     |                     |
| 28-03  | Samsung Bluefangs - OK Rush & Cash | 0-3 | 18-25, 24-26, 26-28 |

| Gara 2 |                                    |     |                     |
|        |                                    |     |                     |
| 30-03  | Samsung Bluefangs - OK Rush & Cash | 0-3 | 22-25, 20-25, 20-25 |

| \| Gara 3 \| \| \| \| \| \| \| \| \| \| 01-04 \| OK Rush & Cash - Samsung Bluefangs \| 3-1 \| 25-19, 25-19, 11-25, 25-23 \| |                                    |     |                            |
| Gara 3 |                                    |     |                            |
| |                                    |     |                            |
| 01-04 | OK Rush & Cash - Samsung Bluefangs | 3-1 | 25-19, 25-19, 11-25, 25-23 |

## Premi individuali
| Premio                    | Giocatore         | Squadra            |
| ------------------------- | ----------------- | ------------------ |
| MVP della Regular Season  | Leonardo Leyva    | Samsung Bluefangs  |
| MVP delle finali play-off | Song Myung-geun   | OK Rush & Cash     |
| MVP dell'All-Star Game    | Jeon Kwang-in     | KEPCO Vixtorm      |
| MVP 1º round              | Robertlandy Simón | OK Rush & Cash     |
| MVP 2º round              | Leonardo Leyva    | Samsung Bluefangs  |
| MVP 3º round              | Robertlandy Simón | OK Rush & Cash     |
| MVP 4º round              | Jeon Kwang-in     | KEPCO Vixtorm      |
| MVP 5º round              | Jeon Kwang-in     | KEPCO Vixtorm      |
| MVP 6º round              | You Kwang-woo     | Samsung Bluefangs  |
| Miglior allenatore        | Kim Sae-jin       | OK Rush & Cash     |
| Miglior esordiente        | Oh Jae-seong      | KEPCO Vixtorm      |
| Miglior palleggiatore     | You Kwang-woo     | Samsung Bluefangs  |
| Miglior opposto           | Robertlandy Simón | OK Rush & Cash     |
| Miglior schiacciatore     | Leonardo Leyva    | Samsung Bluefangs  |
| Miglior schiacciatore     | Jeon Kwang-in     | KEPCO Vixtorm      |
| Miglior centrale          | Choi Min-ho       | Hyundai Skywalkers |
| Miglior centrale          | Park Jin-woo      | Woori Card Hansae  |
| Miglior libero            | Yeo Oh-hyun       | Hyundai Skywalkers |

## Classifica finale
| Pos                      | Squadra            | Qualificazione          |
| ------------------------ | ------------------ | ----------------------- |
| Corea del Sud (bandiera) | OK Rush & Cash     | V.League Top Match 2015 |
| 2                        | Samsung Bluefangs  |                         |
| 3                        | KEPCO Vixtorm      |                         |
| 4                        | Korean Air Jumbos  |                         |
| 5                        | Hyundai Skywalkers |                         |
| 6                        | LIG Greaters       |                         |
| 7                        | Woori Card Hansae  |                         |

## Statistiche
| Rendimento individuale | Rendimento individuale | Rendimento individuale | Rendimento individuale |
| Pos.                   | Nome                   | Punti                  | Squadra                |
| ---------------------- | ---------------------- | ---------------------- | ---------------------- |
| 1                      | Leonardo Leyva         | 1 381                  | Samsung Bluefangs      |
| 2                      | Robertlandy Simón      | 1 190                  | OK Rush & Cash         |
| 3                      | Thomas Edgar           | 1 034                  | LIG Greaters           |
| 4                      | Michael Sánchez        | 1 026                  | Korean Air Jumbos      |
| 5                      | Mitar Đurić            | 1 024                  | KEPCO Vixtorm          |
| 6                      | Moon Sung-min          | 640                    | Hyundai Skywalkers     |
| 7                      | Jeon Kwang-in          | 580                    | KEPCO Vixtorm          |
| 8                      | Kévin Le Roux          | 572                    | Hyundai Skywalkers     |
| 9                      | Song Myung-geun        | 534                    | OK Rush & Cash         |
| 10                     | Kim Yo-han             | 474                    | LIG Greaters           |

| Attacchi vincenti | Attacchi vincenti | Attacchi vincenti | Attacchi vincenti  |
| Pos.              | Nome              | Punti             | Squadra            |
| ----------------- | ----------------- | ----------------- | ------------------ |
| 1                 | Leonardo Leyva    | 1 228             | Samsung Bluefangs  |
| 2                 | Robertlandy Simón | 994               | OK Rush & Cash     |
| 3                 | Michael Sánchez   | 938               | Korean Air Jumbos  |
| 4                 | Thomas Edgar      | 929               | LIG Greaters       |
| 5                 | Mitar Đurić       | 899               | KEPCO Vixtorm      |
| 6                 | Moon Sung-min     | 582               | Hyundai Skywalkers |
| 7                 | Jeon Kwang-in     | 508               | KEPCO Vixtorm      |
| 8                 | Kévin Le Roux     | 479               | Hyundai Skywalkers |
| 9                 | Song Myung-geun   | 468               | OK Rush & Cash     |
| 10                | Kim Yo-han        | 412               | LIG Greaters       |

| Muri vincenti | Muri vincenti     | Muri vincenti | Muri vincenti      |
| Pos.          | Nome              | Punti         | Squadra            |
| ------------- | ----------------- | ------------- | ------------------ |
| 1             | Robertlandy Simón | 116           | OK Rush & Cash     |
| 2             | Park Jin-woo      | 109           | Woori Card Hansae  |
| 3             | Choi Min-ho       | 99            | Hyundai Skywalkers |
| 4             | Ji Tae-hwan       | 92            | Samsung Bluefangs  |
| 5             | Ha Hyun-yong      | 84            | LIG Greaters       |
| 6             | Mitar Đurić       | 80            | KEPCO Vixtorm      |
| 7             | Kim Kyu-min       | 79            | OK Rush & Cash     |
| 8             | Leonardo Leyva    | 76            | Samsung Bluefangs  |
| 8             | Lee Sun-kyu       | 76            | Samsung Bluefangs  |
| 10            | Kim Cheol-hong    | 74            | Korean Air Jumbos  |

| Battute vincenti | Battute vincenti  | Battute vincenti | Battute vincenti   |
| Pos.             | Nome              | Punti            | Squadra            |
| ---------------- | ----------------- | ---------------- | ------------------ |
| 1                | Robertlandy Simón | 80               | OK Rush & Cash     |
| 2                | Leonardo Leyva    | 77               | Samsung Bluefangs  |
| 3                | Mitar Đurić       | 45               | KEPCO Vixtorm      |
| 4                | Thomas Edgar      | 38               | LIG Greaters       |
| 5                | Michael Sánchez   | 35               | Korean Air Jumbos  |
| 6                | Kévin Le Roux     | 31               | Hyundai Skywalkers |
| 7                | Kwak Seung-suk    | 30               | Korean Air Jumbos  |
| 8                | Jeon Kwang-in     | 29               | KEPCO Vixtorm      |
| 9                | Moon Sung-min     | 26               | Hyundai Skywalkers |
| 10               | Kim Jung-hwan     | 24               | Woori Card Hansae  |
| 10               | Song Myung-geun   | 24               | OK Rush & Cash     |